# Obro
Obro est un village du département et la commune rurale de Bondigui, situé dans la province de la Bougouriba et la région du Sud-Ouest au Burkina Faso.

## Géographie

### Démographie
- En 2006, le village comptait 641 habitants recensés, dont 49,9 % de femmes[1].